# Meer van Virelles
Het Meer van Virelles (Frans: Lac de Virelles) is een meer gelegen in Virelles in Henegouwen in België. Het heeft een wateroppervlakte van 125 hectare. Het meer is beschermd natuurreservaat. Sinds 2022 maakt het deel uit van Nationaal Park L'Entre-Sambre-et-Meuse.
De vele zoetwatervis uit het meer gaf aanleiding tot het regionale gerecht escavèche.